# Episodi di Una pupa in libreria (seconda stagione)
La seconda e ultima stagione della sitcom Una pupa in libreria è stata trasmessa in prima visione negli Stati Uniti d'America da Fox tra il 2005 e il 2006.
In Italia è stata trasmessa in prima visione da Italia 1 nel dal 10 febbraio al 12 maggio 2007.
| nº | Titolo originale       | Titolo italiano          | Prima TV USA     | Prima TV Italia  |
| -- | ---------------------- | ------------------------ | ---------------- | ---------------- |
| 1  | Nobody Says I Love You | Parole d'amore           | 16 novembre 2005 | 10 febbraio 2007 |
| 2  | Two Faces of Eve       | I due volti di Eva       | 23 novembre 2005 | 17 febbraio 2007 |
| 3  | Darling Nikki          | La vendetta              | 30 novembre 2005 | 24 febbraio 2007 |
| 4  | Crazy Ray              | Pazzo d'invidia          | 7 dicembre 2005  | 3 marzo 2007     |
| 5  | iPod                   | i-Pod                    | 14 dicembre 2005 | 10 marzo 2007    |
| 6  | Heavy Meddle           | Ti presento un'amica     | 21 dicembre 2005 | 17 marzo 2007    |
| 7  | Goodwizzle Hunting     | A caccia di stivali      | 28 dicembre 2005 | 24 marzo 2007    |
| 8  | After Party            | Dopo la festa            | 4 gennaio 2006   | 31 marzo 2007    |
| 9  | Romancing the Stones   | Una strana dichiarazione | 11 gennaio 2006  | 7 aprile 2007    |
| 10 | You're Getting Sleepy  | L'ipnosi                 | inedito          | 14 aprile 2007   |
| 11 | The Third Date         | L'imitatore              | inedito          | 21 aprile 2007   |
| 12 | The Day the Music Died | L'uomo chitarra          | inedito          | 28 aprile 2007   |
| 13 | Poker                  | La partita di poker      | inedito          | 5 maggio 2007    |
| 14 | The Headmaster         | Il preside               | inedito          | 12 maggio 2007   |